# Temelucha incognita
Temelucha incognita là một loài tò vò trong họ Ichneumonidae.